# Wohnhäuser Ostertorsteinweg 73/75
Die  Wohnhäuser Ostertorsteinweg 73/75 befindet sich in Bremen, Stadtteil Mitte, Ortsteil Ostertor, Ostertorsteinweg 73/75 Ecke Poststraße. Sie entstanden 1871 bzw. 1890; die Nr. 74 nach Plänen von Albert Dunkel.

Die Gebäude stehen seit 1973 unter Bremer Denkmalschutz.

## Geschichte

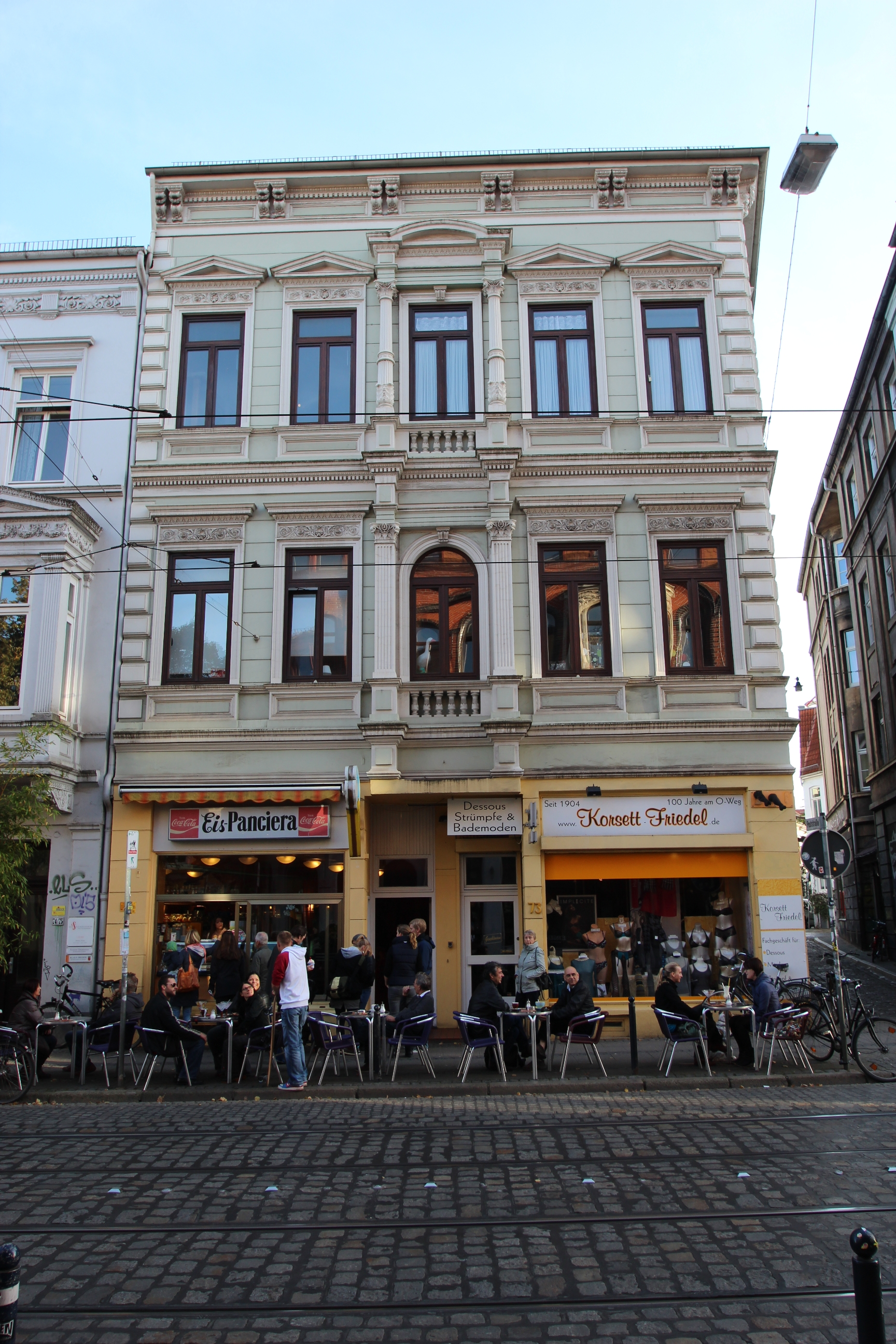
Ostertorsteinweg 73

Straßen und Wege mussten früher von den Anliegern unterhalten werden. Bremen pflasterte zuerst nur die aus der Stadt herausführenden Ausfallstraßen, die den Namenszusatz Steinweg erhielten. Sie entwickelten sich seit 1860 zu Geschäftsstraßen. Die staatsrechtliche Gleichstellung der Vorstadtbürger von 1849 hat die  Vorstadt zu einer attraktiven Wohnlage gemacht. Im Strukturwandel wichen nun in der zweiten Hälfte des 19. Jahrhunderts die alten Häuser den neuen und höheren Wohn- und Geschäftshäusern. Zu verweisen ist dabei auch auf die Wohnhausgruppe Ostertorsteinweg 100 bis 107 und das Wohnhaus Ostertorsteinweg 68. Der Ostertorsteinweg hat sich weitgehend bis zum Zweiten Weltkrieg und teilweise bis heute so erhalten.
Die drei-, teils viergeschossigen, verputzten Wohn- und Geschäftshäuser mit Walm- bzw. Satteldach und kräftigen Traufgesimsen wurden 1871 bzw. 1890 in der Epoche des Historismus, Nr. 73 im Stil italienischen Neorenaissance, für Bremer Kaufleute (Nr. 74/75 für H. Bolte) gebaut. Der Architekt Heinz Stoffregen wohnte ab 1909 im Ostertorsteinweg 74/75, wo Stoffregen vermutlich auch bis 1915 arbeitete.

Heute (2018) werden die sanierten Gebäude durch Läden, eine Gaststätte, Büros und Wohnungen genutzt.